# Sparbanken Skåne Arena
Die Sparbanken Skåne Arena, auch Lunds nya arena (deutsch Neue Arena Lund), ist eine Mehrzweckhalle im Stadtteil Klostergården der südschwedischen Stadt Lund. Die Arena wurde von 2007 bis 2008 erbaut und am 19. September des Jahres eröffnet. Das Gebäude wird vor allem von den Handballvereinen H 43 und LUGI HF genutzt. Sie verfügt darüber hinaus über eine Eissporthalle.
Die Arena fasst 3000 Zuschauer bei Sportveranstaltungen und bis zu 4000 Personen bei Konzerten. Sie trug den Namen der schwedischen Bank Färs & Frosta Sparbank. Hier wurden 2011 Begegnungen der Handball-Weltmeisterschaft der Männer ausgetragen. Seit dem 1. September 2014 wurde die Halle nach der Umbenennung der Bank von Färs & Frosta Sparbank Arena in Sparbanken Skåne Arena umbenannt.